# Žalm 83

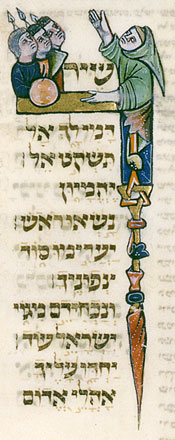
83. žalm v Parmském žaltáři ze 13. století

Žalm 83 („Bože, nebuď zticha, nemlč“, podle řeckého číslování 82) je součást biblické knihy žalmů. Je nadepsán „Píseň. Žalm pro Asafa“, a jde o poslední žalm, v jehož nadpisu se takto vyskytuje nejasné jméno Asaf. Také je to poslední žalm z tzv. „elohistických“ žalmů, v nichž je převážně užíváno Boží jméno Elohím (žalmy 42–83), viz článek Boží jména v judaismu.

## Charakteristika
Obsahově je to jakýsi celonárodní nářek Izraelitů nad tím, že je jejich země obklíčena nepřáteli (kteří jsou podrobně a konkrétně vyjmenováni) a prosba o pomoc ze strany Boha. Je těžké určit, zda se žalm vztahuje k nějakému konkrétnímu historickému nebezpečí, nebo jestli jde o napadení obecné nebo metaforické, na základě některých historických narážek se ale odhaduje, že žalm vznikl v 9. – 7. století př. n. l. Jazykově a interpretačně jde o jeden z nejobtížnějších žalmů, obsahuje totiž mnoho těžko přeložitelných pasáží a také využívá jemné rozdíly mezi Božími jmény. Verš 83,19 („ať poznají, že ty jediný, jenž Hospodin máš jméno, jsi ten nejvyšší nad celou zemí“) je jedním ze základů teologie Svědků Jehovových, protože na něm dokládají svou tezi, že jediným pravým jménem Boha je Jehova (zde překládáno jako Hospodin). Jde ale o významově velmi sporné místo a tento výklad nemusí být správný.